# Campeonato Mineiro de Futebol - Módulo II
O Campeonato Mineiro de Futebol - Módulo II ou de forma simplificada Módulo II é o segundo nível do futebol profissional do estado brasileiro de Minas Gerais, através do qual se faz o sistema de acesso e rebaixamento com a Primeira Divisão (Módulo I) e com a Terceira Divisão (chamada de Segunda Divisão).

## História
A Segunda Divisão do futebol mineiro existe desde 1915, sendo disputada ainda em regime amador. Em regime profissional, sua primeira edição foi organizada em 1994, sendo vencida pelo Rio Branco de Andradas. Em 2008 pela primeira vez contou com um dos grandes do futebol mineiro, quando o América fez sua primeira e única participação e acabou sendo campeão, garantindo assim seu retorno para a elite mineira.

## Campeões
Ao todo  clubes diferentes foram campeões do Módulo II do Campeonato Mineiro, conforme a lista a seguir:
| Ano  | Organização                           | Nomenclatura                                             | Campeão                   | Placar(es) | Vice-campeão                  | 3º lugar                    | 4º lugar                      | Cidade do Campeão | Número de participantes conhecidos |
| ---- | ------------------------------------- | -------------------------------------------------------- | ------------------------- | ---------- | ----------------------------- | --------------------------- | ----------------------------- | ----------------- | ---------------------------------- |
| 1915 | Liga Mineira de Sports Athleticos     | Campeonato da Cidade de Belo Horizonte - 2ª Divisão 1915 | Ipanema Foot-Ball Club    | ?          | ?                             | ?                           | ?                             | Belo Horizonte    | 1                                  |
| 1917 | Liga Mineira de Sports Athleticos     | Campeonato Citadino de Belo Horizonte - Série B 1917     | Flamengo (BH)             | ?          | ?                             | ?                           | ?                             | Belo Horizonte    | 1                                  |
| 1920 | Liga Mineira de Desportos Terrestres  | Campeonato da Cidade de Belo Horizonte 1920 - Série B    | Ipanema Foot-Ball Club    | Fase única | Hellênico Athletico Club      | Sport Club Progresso        | Sport Club Christovam Colombo | Belo Horizonte    | 5                                  |
| 1921 | Liga Mineira de Desportos Terrestres  | Campeonato da Cidade de Belo Horizonte 1921 - Série B    | Sport Club Progresso      | Fase única | Ipanema Foot-Ball Club        | ?                           | ?                             | Belo Horizonte    | 5                                  |
| 1922 | Liga Mineira de Desportos Terrestres  | Campeonato da Cidade de Belo Horizonte 1922 - Série B    | Palmeiras Foot-Ball Club  | Fase única | Ipanema Foot-Ball Club        | ?                           | ?                             | Belo Horizonte    | 6                                  |
| 1923 | Liga Mineira de Desportos Terrestres  | Campeonato da Cidade de Belo Horizonte 1923 - Série B    | Guarany Foot-Ball Club    | ?          | ?                             | ?                           | ?                             | Belo Horizonte    | 2                                  |
| 1927 | Liga Mineira de Desportos Terrestres  | Campeonato da Cidade de Belo Horizonte 1927 - Série B    | Grêmio Ludopédio Calafate | Fase única | Sport Club Carlos Prates      | Minas Geraes Foot-Ball Club | Santa Cruz Football Club      | Belo Horizonte    | 6                                  |
| 1928 | Liga Mineira de Desportos Terrestres  | Campeonato da Cidade de Belo Horizonte 1928 - Série B    | Santa Cruz Football Club  | Fase única | Grêmio Ludopédio Calafate     | Fluminense Football Club    | Sport Club Carlos Prates      | Belo Horizonte    | 6                                  |
| 1929 | Liga Mineira de Desportos Terrestres  | Campeonato da Cidade de Belo Horizonte 1929 - Série B    | Fluminense Football Club  | Fase única | Sport Club Olympic            | Royal Football Club         | Sport Club Carlos Prates      | Belo Horizonte    | 12                                 |
| 1930 | Liga Mineira de Desportos Terrestres  | Campeonato da Cidade de Belo Horizonte 1930 - Série B    | Fluminense Football Club  | Fase única | Ypiranga Sport Club           | Santa Cruz Football Club    | Grêmio Ludopédio Calafate     | Belo Horizonte    | 6                                  |
| 1931 | Liga Mineira de Desportos Terrestres  | Campeonato da Cidade de Belo Horizonte 1931 - Série B    | Sport Club Carlos Prates  | Fase única | Alves Nogueira Foot-Ball Club | Grêmio Ludopédio Calafate   | Retiro Sport Club             | Belo Horizonte    | 6                                  |
| 1932 | Liga Mineira de Desportos Terrestres  | Campeonato da Cidade de Belo Horizonte 1932 - Série B    | Esporte Clube Siderúrgica | Fase única | Palmeiras Foot-Ball Club      | Esperança Football Club     | Tupy Athletico Club           | Sabará            | 6                                  |
| 1932 | Associação Mineira de Esportes Geraes | Campeonato da Cidade de Belo Horizonte 1932 - Série B    | Mineiro Sport Club        | ?          | ?                             | ?                           | ?                             | ?                 | 11                                 |

| Ano  | Campeão                | Vice-campeão          |
| ---- | ---------------------- | --------------------- |
| 1994 | Rio Branco de Andradas | URT                   |
| 1995 | Villa Nova             | Paraisense            |
| 1996 | Social                 | Montes Claros         |
| 1997 | Ipiranga               | Nacional Uberaba      |
| 1998 | Rio Branco de Andradas | URT                   |
| 1999 | Uberlândia             | Ipatinga              |
| 2000 | Mamoré                 | Guarani Divinópolis   |
| 2001 | Tupi                   | Nacional Uberaba      |
| 2002 | Guarani Divinópolis    | Social                |
| 2003 | Uberaba                | Valeriodoce           |
| 2004 | Boa Esporte            | Democrata-SL          |
| 2005 | Democrata-GV           | Uberlândia            |
| 2006 | Rio Branco de Andradas | Tupi                  |
| 2007 | Social                 | Uberaba               |
| 2008 | América Minero         | Uberlândia            |
| 2009 | Ipatinga               | Caldense              |
| 2010 | Guarani Divinópolis    | Mamoré                |
| 2011 | Boa Esporte            | Nacional Nova Serrana |
| 2012 | Araxá                  | Tombense              |
| 2013 | URT                    | Minas Boca            |
| 2014 | Mamoré                 | Democrata-GV          |
| 2015 | Uberlândia             | Tricordiano           |
| 2016 | Democrata-GV           | América-TO            |
| 2017 | Patrocinense           | Boa Esporte           |
| 2018 | Guarani-D              | Tupynambás            |
| 2019 | Coimbra                | Uberlândia            |
| 2020 | Pouso Alegre           | Athletic              |
| 2021 | Villa Nova             | Democrata-GV          |
| 2022 | Democrata-SL           | Ipatinga              |
| 2023 | Itabirito              | Uberlândia            |
| 2024 | Betim                  | Aymorés               |
| 2025 | North                  | URT                   |